# Kisung
Il Kiseong o Kisung è stata una competizione goistica sudcoreana, l'equivalente del Kisei giapponese e del Qisheng cinese, organizzata tra il 1990 e il 2008.
Il torneo prevedeva una finale al meglio dei sette incontri nelle prime otto edizioni, dei tre incontri fino all'undicesima edizione, dei cinque incontri fino alla diciassettesima edizione, e nuovamente dei tre incontri nelle ultime due edizioni.
Sponsorizzato dalla Hyundai Motor Company, fu interrotto nel 2008 a causa della crisi finanziaria del 2007-2008, in maniera simile all'altro grande torneo di go sponsorizzato da una casa automobilistica, la Coppa Toyota-Denso.

## Albo d'oro
| Edizione | Anno | Vincitore      | Risultato | Finalista       |
| -------- | ---- | -------------- | --------- | --------------- |
| 1        | 1990 | Cho Hun-hyeon  | 4-2       | Yoo Chang-hyuk  |
| 2        | 1991 | Yoo Chang-hyuk | 4-1-1     | Cho Hun-hyeon   |
| 3        | 1992 | Cho Hun-hyeon  | 4-2       | Yoo Chang-hyuk  |
| 4        | 1993 | Lee Chang-ho   | 4-3       | Cho Hun-hyeon   |
| 5        | 1994 | Lee Chang-ho   | 4-0       | Cho Hun-hyeon   |
| 6        | 1995 | Lee Chang-ho   | 4-3       | Cho Hun-hyeon   |
| 7        | 1996 | Lee Chang-ho   | 4-0       | Cho Hun-hyeon   |
| 8        | 1997 | Lee Chang-ho   | 4-2       | Choi Myung-hoon |
| 9        | 1998 | Lee Chang-ho   | 2-1       | Cho Hun-hyeon   |
| 10       | 1999 | Lee Chang-ho   | 2-0       | Mok Jin-seok    |
| 11       | 2000 | Lee Chang-ho   | 2-1       | Choi Kyu-byeong |
| 12       | 2001 | Lee Chang-ho   | 3-1       | Yoo Chang-hyuk  |
| 13       | 2002 | Lee Chang-ho   | 3-2       | Mok Jin-seok    |
| 14       | 2003 | Lee Chang-ho   | 3-2       | Cho Hun-hyeon   |
| 15       | 2004 | Choi Cheol-han | 3-1       | Lee Chang-ho    |
| 16       | 2005 | Park Young-hun | 3-2       | Choi Cheol-han  |
| 17       | 2006 | Park Young-hun | 3-0       | An Cho-young    |
| 18       | 2007 | Park Young-hun | 2-0       | Choi Cheol-han  |
| 19       | 2008 | Park Young-hun | 2-1       | Paek Hong-suk   |